# Alexi Pappas
Alexi Pappas (griechisch Αλεξία Παππά Alexía Pappá, * 28. März 1990 in Berkeley, Kalifornien) ist eine ehemalige griechisch-US-amerikanische Leichtathletin, die sich auf den Langstreckenlauf spezialisiert hat, sowie Autorin und Filmemacherin.

## Karriere

### Sportliche Laufbahn
Erste internationale Erfahrungen sammelte Alexi Pappas, die in Alameda in Kalifornien aufwuchs und am Dartmouth College sowie an der University of Oregon studierte, im Jahr 2016, als sie bei den Europameisterschaften in Amsterdam mit 15:56,75 min den elften Platz im 5000-Meter-Lauf belegte und über 10.000 Meter mit 32:27,80 min ebenfalls auf den elften Rang gelangte. Anschließend nahm sie über 10.000 Meter an den Olympischen Sommerspielen in Rio de Janeiro teil und wurde dort nach 31:36,16 min 17. In den folgenden Jahren bestritt sie nur vereinzelt Wettkämpfe, ehe sie 2021 ihre aktive sportliche Karriere beendete.
2016 wurde Pappas griechische Meisterin im 5000-Meter-Lauf.

### Persönliche Bestleistungen
- 5000 Meter: 15:28,38 min, 27. Juni 2014 in Sacramento
- 10.000 Meter: 31:36,16 min, 12. August 2016 in Rio de Janeiro (griechischer Rekord)
- 3000 m Hindernis: 9:46,73 min, 29. März 2013 in Palo Alto

### Film
Pappas wirkte an mehreren Filmen als Regisseurin, Autorin, Schauspielerin und Produzentin mit. Dazu gehören Tall as the Baobab Tree (2012), Speed Goggles (2016), Tracktown (2017), und Olympic Dreams.
Im Januar 2021 wurde ihr erstes Buch, Bravey: Chasing Dreams, Befriending Pain, and Other Big Ideas, mit einem Vorwort von Maya Rudolph veröffentlicht.